# Михал Корибут
Михал Корибут (на полски: Michał Korybut Wiśniowiecki; на литовски: Mykolas Kaributas Višnioveckis; на беларуски: Міхал Вішнявецкі; на украински: Міхал Корибут Вишневецький) е крал на Полша и велик княз на Литва в периода (1669 – 1673).